# Kozacikî, Lanivți
Kozacikî (în ucraineană Козачки) este un sat în comuna Hrînkî din raionul Lanivți, regiunea Ternopil, Ucraina.

## Demografie
Componența lingvistică a localității Kozacikî
     Ucraineană (98,95%)
     Rusă (1,05%)
Conform recensământului din 2001, majoritatea populației localității Kozacikî era vorbitoare de ucraineană (98,95%), existând în minoritate și vorbitori de rusă (1,05%).